# Бірбал
Бірбал (*1528 —1586) — індійський військовий та політичний діяч часів правління падишаха Акбара з династії Великих Моголів, відомий поет та письменник, автор дотепних висловів.

## Життєпис
Походив з брамінської родини у с. Гхогхара, неподалік від м. Калпі (сучасний штат Уттар-Прадеш). Син Ганга Даса, поціновувача поезії. При народженні отримав ім'я Маґеша. Здобув гарну освіту: знався на музиці, вивчив санскрит, гінді, перську мову, мову брадж.
Замолоду опинився при дворі раджпутського князя Рам Чандри з Реви. Тут змінив ім'я на Брахма каві. під час цієї служби вдало оженився, чим покращив свій майновий стан.
Невідомо коли саме він потрапив до двору падишаха Акбара (між 1556 та 1562 роками). Проте напевне остання дата ближче до дійсності. Саме тоді Акбар починає самостійно правити. Він надає Маґешу нове ім'я — Бірбал та титул раджи. Незабаром бірбал стає одним з найближчих радників падишаха. Окрім того, їх поєднувала любов до літератури.
У 1572 році вперше брав участь у військовій кампанії, де звитяжив при придушені заколоту мірзи Хакіма. Наступного року бере участь у війні проти Гуджаратського султанату. Згодом отримав посаду вазір-е Азам (великого вазиря). У 1582 році із впровадженням Акбаром нової релігії дин-і іллахі Бірбал стає одним з активних її прихильників. Цим самим він ще більш збільшив до себе ненависть з боку мусульманської знаті та улемів.
У 1586 році падишах спрямував бірбал для підтримки своїх військ, що придушували повстання афганських племен на території сучасної області сват (Пакистан). Тут Бірбал потрапив у засідку й загинув.

## Творчість
З поезії Бірбала дотепер не збереглося нічого. Він складав вірші усіма відомим йому мовами (гінді, санскритом, перською).
Водночас Бірбал є героєм індуського фольклору, численних історій, автором дотепних висловлювань, жартів. Так, що його часто порівнюють з Ходжою Насреддином.

## Дотепність
Прикладом дотепності Бірбала є такий випадок. Якось падишах Акбар при своєму почті розповів про свій начебто сон. Нібито він (Акбар) летів з Бірбалом небом, а потім впали на землю. При цьому Акбар потрапив до ями з медом, а Бірбал — із багном. На це Бірбал миттєво відповів: «І мені, володарю, наснився такий самий сон. Але він мав продовження. Ось видерлися ми з Вами з ям й нумо вилизувати один одного».